# Orly
Orly és un municipi francès, situat al departament de la Val-de-Marne i a la regió de l'Illa de França. L'any 1999 tenia 20.470 habitants.
Forma part del cantó d'Orly i del districte de Créteil. I des del 2016, de la divisió Grand-Orly Seine Bièvre de la Metròpoli del Gran París.